# Michael Stähli

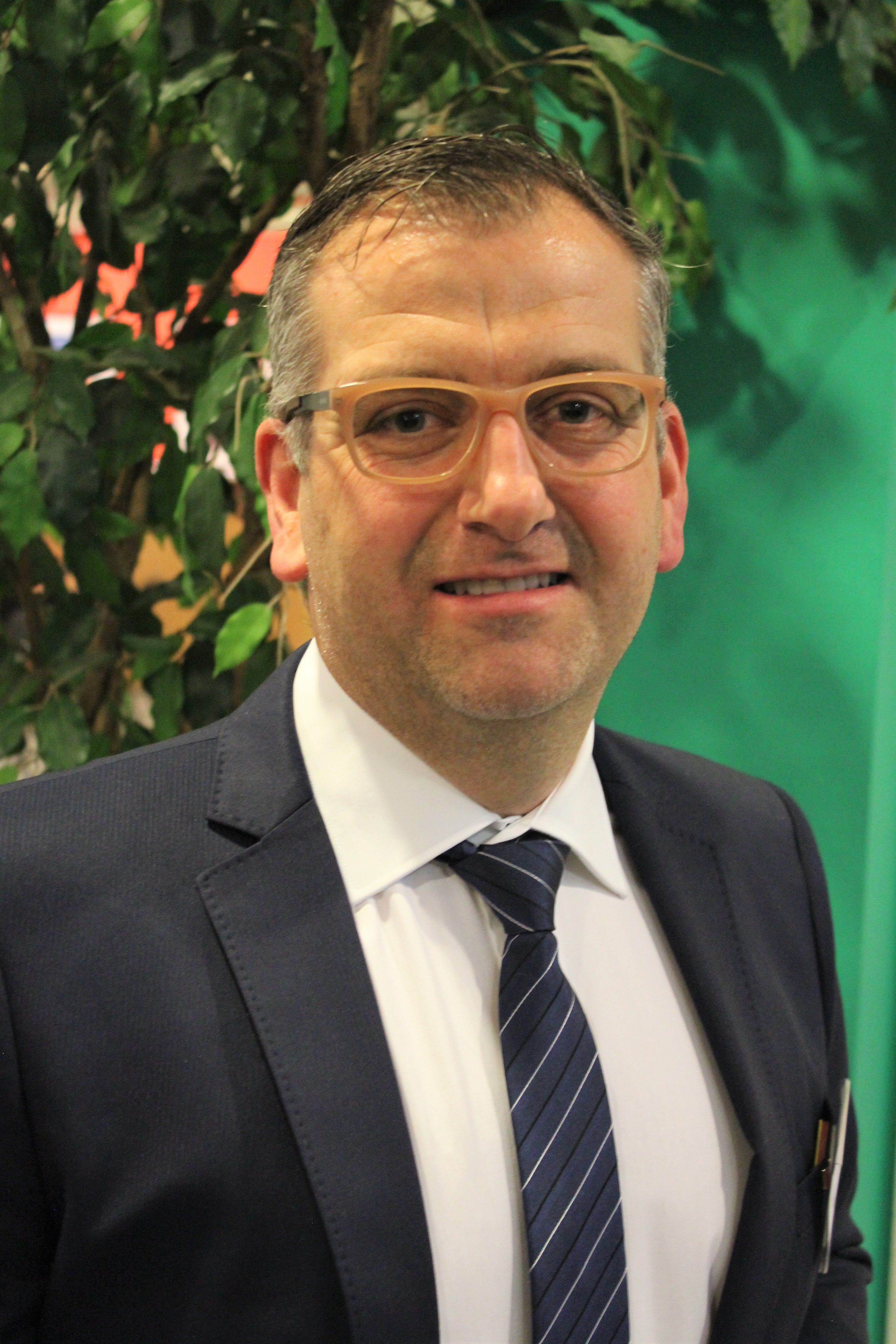
Michael Stähli (2016)

Michael Stähli (* 22. Dezember 1967) ist ein Schweizer Politiker (Die Mitte vormals CVP).

## Biografie
Michael Stähli ist in Lachen aufgewachsen, wo er heute noch lebt. An der Ingenieurschule Zürich hat er das Diplom als Architekt erlangt. Er war Geschäftsführer eines Architekturbüros und Kantonsrat, bevor er am 20. März 2016 in den Regierungsrat des Kantons Schwyz gewählt wurde. Er folgte auf den zurückgetretenen CVP-Regierungsrat Kurt Zibung. Seit dem 1. Juli 2016 ist er Vorsteher des Bildungsdepartements. Der Kantonsrat wählte ihn am 30. Juni 2022 zum Landesstatthalter für die Amtsdauer 2022–2024. Im November 2023 wurde er von den Mitgliedern der Kantonalpartei erneut für eine weitere Amtsperiode nominiert.